# LAC Erdgas Chemnitz
Der Leichtathletik-Club Erdgas Chemnitz e. V. (kurz: LAC Erdgas Chemnitz) ist ein Chemnitzer Sportverein. 469 Mitglieder (2009) werden von fünf hauptamtlichen Trainern und zehn Übungsleitern betreut.
Trainingsstätte ist das Sportforum Chemnitz. Präsident ist der ehemalige Oberbürgermeister der Stadt, Peter Seifert, 1. Vorsitzender ist Sven Schulze. Geschäftsführer ist der ehemalige 400-Meter-Weltmeister Thomas Schönlebe.
Der Verein ging 1993 aus der Fusion der Leichtathletik-Sektion des SC Chemnitz und des VfL Chemnitz hervor. Er erhielt den Vereinsnamen Leichtathletik-Club Chemnitz und wurde 1998 in Leichtathletik-Club Erdgas Chemnitz umbenannt.

## Erfolgreiche Sportler
- Jens Carlowitz (400 m / 4 × 400 m)
- Heike Drechsler (Weitsprung)
- Kristin Gierisch (Dreisprung)
- Max Heß (Dreisprung)
- Uwe Jahn (400 m / 4 × 400 m)
- Martin Keller (100 m)
- Rico Lieder (400 m / 4 × 400 m)
- Heike Meißner (400 m Hürden)
- Jana Neubert (400 m)
- André Pollmächer (5000 m / 10.000 m)
- Maria Purtsa (Dreisprung)
- Lars Riedel (Diskus)
- Thomas Schönlebe (400 m / 4 × 400 m)
- Corinna Schwab (400 m / 4 × 400 m)
- David Storl  (Kugel)
- Susen Tiedtke (Weitsprung)
- Ilke Wyludda (Diskus)